# 伊集院煕久
伊集院 熙久（いじゅういん ひろひさ、生没年不詳）は、室町時代中期の薩摩の人。薩摩守護島津氏の一族、伊集院氏8代当主。父は7代当主の頼久。室は島津宗家9代当主、島津忠国の女。子に経久、長久、季久。

## 経歴

### 後継者争いと伊集院頼久の乱
伊集院氏8代当主。7代頼久の子。島津宗家7代の元久が急死すると、父頼久の画策で元久の後継者となり名を為久と改める。しかし葬儀中に元久の弟、久豊が乱入。元久の位牌を奪い去り葬儀を行い、久豊が島津宗家8代当主となる。
応永20年（1413年）、この後継者争いが原因で頼久と久豊の間で争いが勃発（伊集院頼久の乱）。応永24年（1417年）、両者の和解が成立すると頼久より家督を譲られ9代当主となる。

### 石谷を巡る争いと肥後逃亡
久豊が死去、子の忠国が守護の地位を継ぐと、石谷（現在の鹿児島市石谷町）の地が町田高久に与えられた。石谷の地は先代久豊と頼久が和解し、その条件として頼久の娘（熙久の姉）が久豊に嫁いだ際、伊集院側から化粧料として贈られた土地であった。既に久豊も煕久の姉も亡くなっており、石谷の地が町田氏に与えられることに不満を覚えた煕久は、宝徳元年（1449年）、町田（石谷）高久を居城の一宇治城に招き妙円寺の山門付近で高久らを迎え討ち、彼を殺害する。これを聞いた忠国は激怒、翌年に一宇治城を襲撃、熙久は城を脱出して肥後に逃亡した、といわれているが詳細は不明。
かくして伊集院領主として忠国・頼久・熙久の代には島津本家を凌ぐ領地を支配していたと伝えられる伊集院家は凋落し、伊集院領は島津家の直轄領となった。後に煕久の孫、久雄は島津家に帰参し江戸時代まで家名を保つ。また戦国時代、島津家の重臣として知られる伊集院氏は煕久の弟、倍久の流れである。